# Stinking bishop
Pour les articles homonymes, voir Bishop.

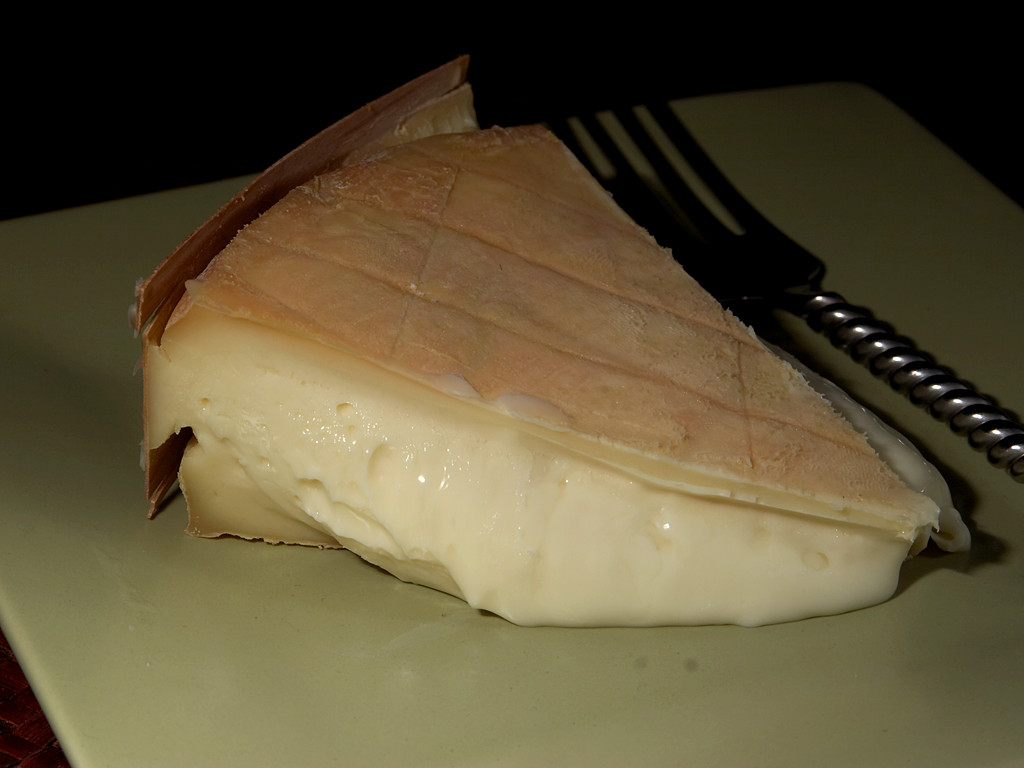
Structure coulante caractéristique du Stinking Bishop après conservation à température ambiante.

Le Stinking Bishop (« évêque puant ») est un fromage anglais au lait de vache, à pâte molle et à croûte lavée.

## Description
Le Stinking Bishop a une croûte orangée. Présentant des trous, sa texture est variable : il peut être plutôt ferme, ou franchement crémeux, selon la saison. Son diamètre est de 20 centimètres, sa hauteur de 4 centimètres. Une pièce peut peser 2 kilos. Teneur en graisse : 48 %. 
Il a une odeur caractéristique de vieilles chaussettes, due au lavage, mais son goût surprend agréablement après la surprise olfactive. 
Les spécialistes rapprochent ce fromage de l'époisses français, alors que d'autres le rapprochent du munster.

## Fabrication
La croûte du Stinking Bishop est lavée dans du poiré toutes les quatre semaines. L'affinage prend six à huit semaines. Le fromage n'est pas salé avant qu'il n'ait quitté son moule, afin d'encourager l'activité bactérienne. 
Production annuelle : environ 340 kilos.

## Historique
On dit que le Stinking Bishop est à l'origine un fromage fabriqué par des moines cisterciens à Dymock (Royaume-Uni). Sa redécouverte, en 1972, est due à Charles Martell, laitier domicilié à Dymock à Laurel Farm. Elle est concomitante de la recréation de la vache de race Gloucester.

## La vache Gloucester
Charles Martell s'intéresse à la vache de la race Gloucester, dont il ne restait que 68 représentants dans le monde en 1972. Il en rachète autant qu'il peut et fait revivre la Société d'élevage de la vache Gloucester, dont il est président. Par ailleurs, il décide de faire du fromage avec leur lait, pour s'assurer une certaine publicité. Depuis, la race a prospéré. Charles Martell lui-même possède 25 vaches Gloucester, ce qui lui permet de produire une quantité à peu près viable de Stinking Bishop, même s'il doit parfois couper le lait des vaches Gloucester avec celui de holstein. Une contrainte qui implique que le lait servant à la production du Stinking Bishop soit pasteurisé.

## Anecdote
La renommée de ce fromage s'est fortement accrue à la suite de son apparition dans le film d'animation oscarisé Wallace et Gromit : Le Mystère du lapin-garou, dans lequel il est utilisé pour faire revenir Wallace à la vie.

## Sources
- Cheese.com
- Teddington Cheese